# Steatoda albomaculata
Steatoda albomaculata (лат.) — вид пауков семейства тенётников.

## Описание
Пауки с длиной тела 3,3—5,8 мм у самцов и 5,5—6,5 мм у самок. Головогрудь и стернум от тёмно-коричневой до чёрной окраски, с мелкими складками. Хелицеры массивные, коричневые, блестящие. Ноги от тёмно-коричневых до чёрных, крепкие. Иногда дистальная часть каждого сегмента светло-коричневая. Брюшко почти чёрная с характерным белым, желтоватым или красноватым рисунком. Цимбиум у самцов длиннее голени педипальпы, с крючковато согнутым на дистальном конце кондуктором. Эпигина самок с крупной бороздкой, передний край которой имеет угловатую форму.
Распространён в Северной Америке, Северной Африке, Евразии.
Встречается в сухих хорошо освещённых биотопах до 2600 м над уровнем моря. Держится у поверхности земли среди редкой растительности. Питается преимущественно муравьями. В яйцевом коконе может находиться 30—50 яиц.